# Rolf Hodapp
Rolf Hodapp (* 16. Juli 1930 in Karlsruhe; † 28. Februar 1991) war ein deutscher Balletttänzer.

## Leben
Nach dem Zweiten Weltkrieg absolvierte er eine Ausbildung als Eleve an den damaligen „Städtischen Bühnen Karlsruhe“, dem heutigen Konzerthaus Karlsruhe. In den Spielzeiten 1949/50 und 1950/51 war er am Staatstheater Karlsruhe, in der Spielzeit 1951/52 an den Städtischen Bühnen Düsseldorf engagiert. Zur Spielzeit 1952/53 erfolgte der Wechsel nach Frankfurt am Main an die Städtischen Bühnen Frankfurt, wo er dem Frankfurter Ballett angehörte. Spätere Stationen seiner Solistenkarriere waren Wiesbaden, Essen und Dortmund. Unter anderem trat Hodapp als Ballettsolist gemeinsam mit Doris Trägner auf.
1959 gründete er mit seiner späteren Ehefrau die Ballettschule Wiemer-Hodapp, die bis 1991 bestand. 1961 heiratete er die ebenfalls am Hessischen Staatstheater angestellte Balletttänzerin Doris Wiemer.
Auch im bundesrepublikanischen Fernsehen war er zu sehen. So war er etwa am 18. Mai 1968 Gast in der Samstagabendshow Einer wird gewinnen, die zu diesem Zeitpunkt regelmäßig ein zweistelliges Millionenpublikum erreichte.
Ende Februar 1990 verstarb Rolf Hodapp im Alter von 60 Jahren.